# Jamie Campbell Bower
James Metcalfe "Jamie" Campbell Bower (sinh ngày 22 tháng 11 năm 1988) là một ca sĩ, diễn viên người Anh. Bower được biết đến nhiều nhất qua các vai diễn như Anthony Hope trong phim Sweeney Todd: The Demon Barber of Fleet Street, Caius trong The Twilight Saga, King Arthur trong Starz series Camelot, Gellert Grindelwald trong Harry Potter and the Deathly Hallows – Part 1, và Jace Wayland trong The Mortal Instruments: City of Bones.
Jamie cũng là giọng ca chính, chơi guitar và sáng lập viên của ban nhạc "Counterfeit" được thành lập vào năm 2015 tại London, Vương quốc Anh.

## Thời niên thiếu
Jamie sinh ra tại London. mẹ anh, Anne Elizabeth (nghệ danh Roseberry), là một nhà quản lý âm nhạc và cha, David Bower làm việc tại Gibson Guitar Corporation. Bà ngoại anh là Sir John Campbell, một thống đốc tại Saint Vincent và Grenadines. Từ nhỏ anh theo học tại trường Bedales School tại Hampshire và là một cựu thành viên của nhà hát National Youth Music Theatre và National Youth Theatre.

## Sự nghiệp

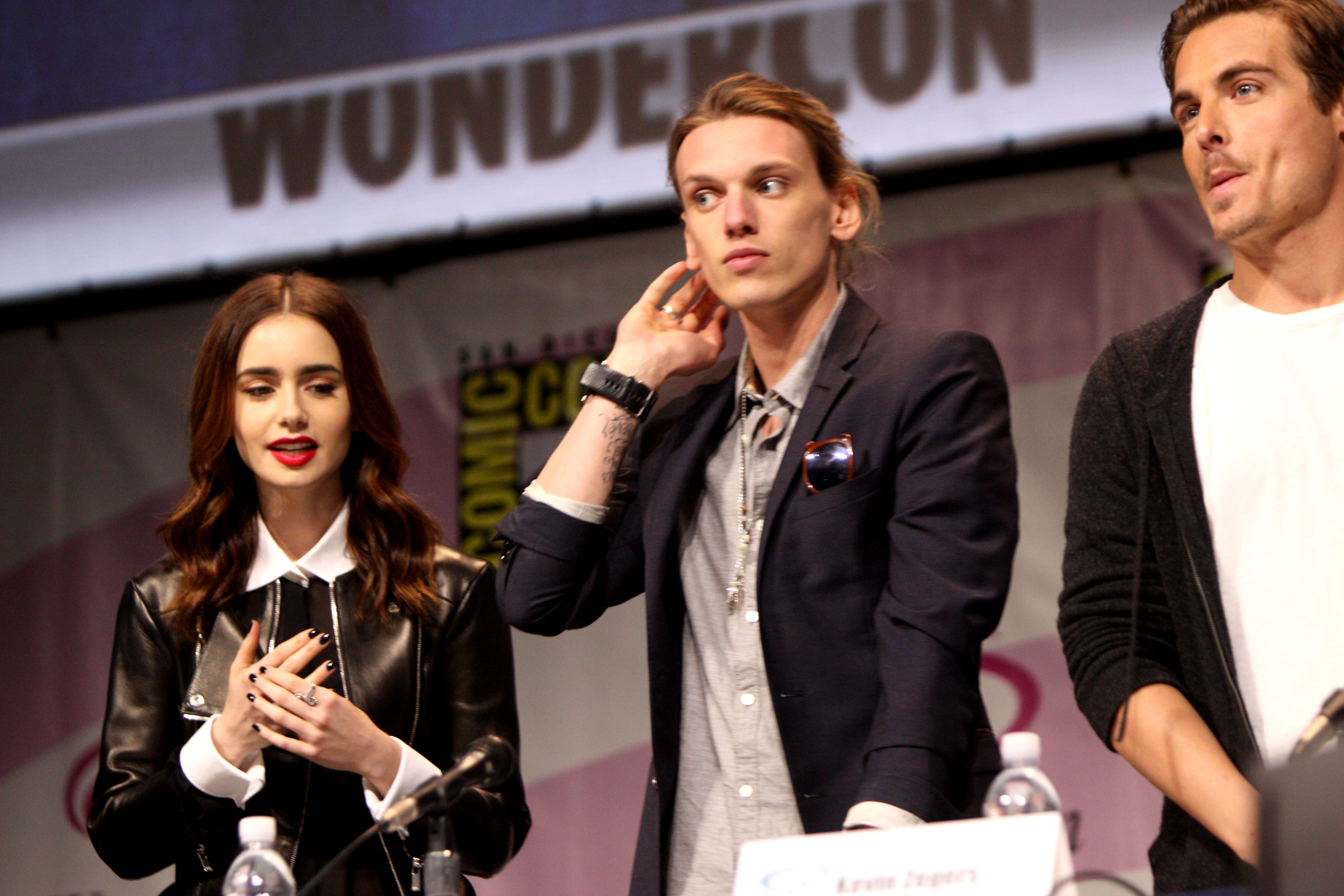
Lily Collins, Bower, và Kevin Zegers năm 2013 tại WonderCon

Bower bắt đầu sự nghiệp của mình khi người bạn của anh là Laura Michelle Kelly, giới thiệu anh với đại diện của cô. Anh là một người mẫu bán thời gian của công ty Select Model Management tại London.Anh đóng vai chính trong bộ phim được làm lại năm 2009 của series The Prisoner Số 11-12
Cũng trong năm 2009, Bower vào vai ma cà rồng Caius Volturi trong bộ phim The Twilight Saga: New Moon và 2 phần The Twilight: Breaking Dawn Anh còn đóng một số vai diễn nhỏ như trong phim Harry Potter and the Deathly Hallows – Part 1. Năm 2010, anh đóng vai chính trong video âm nhạc "Young (Belane)" của The Xcerts.
Năm 2012, anh xuất hiện trong video ca nhạc "Never Let Me Go" của Florence + The Machine. Bower vào vai Jace Wayland trong phim The Mortal Instruments: City of Bones, phim được chuyển thể từ bộ sách nổi tiếng The Mortal Instruments, sáng tác bởi Cassandra Clare.
Ttháng 6 năm 2015, Bower vào vai Joe trong vở kịch âm nhạc Bend It Like Beckham.

## Cuộc sống cá nhân
Vào tháng 2 năm 2010, Jamie được xác nhận là đang hẹn hò với nữ diễn viên Bonnie Wright, người mà anh đã gặp trên phim trường Harry Potter và Bảo bối Tử thần- Phần 1 . Vào tháng 4 năm 2011, họ xác nhận đính hôn. Vào ngày 30 tháng 6 năm 2012, họ kết thúc hôn nhân một cách thân thiện. Anh cũng từng hẹn hò với nữ diễn viên Lily Collins, bạn diễn của anh trong The Mortal Instruments: City of Bones, và gần đây nhất là Ruby Quilter, một nghệ sĩ xăm mình.

## Danh sách các phim đã đóng

### Phim lẻ
| Năm  | Phim                                           | Vai diễn                  | Chú thích   |
| ---- | ---------------------------------------------- | ------------------------- | ----------- |
| 2007 | Sweeney Todd: The Demon Barber of Fleet Street | Anthony Hope              |             |
| 2008 | RocknRolla                                     | Rocker                    |             |
| 2008 | Winter in Wartime                              | Jack                      |             |
| 2009 | The Twilight Saga: New Moon                    | Caius Volturi             |             |
| 2010 | Harry Potter and the Deathly Hallows – Part 1  | Young Gellert Grindelwald |             |
| 2010 | London Boulevard                               | Whiteboy                  |             |
| 2011 | Anonymous                                      | Young Oxford              |             |
| 2011 | The Twilight Saga: Breaking Dawn – Part 1      | Caius Volturi             |             |
| 2012 | The Twilight Saga: Breaking Dawn – Part 2      | Caius Volturi             |             |
| 2013 | The Mortal Instruments: City of Bones          | Jace Wayland              |             |
| 2015 | Sodor's Legend of the Lost Treasure            | Skiff                     | UK/US Voice |
| 2018 | Fantastic Beasts: The Crimes of Grindelwald    | Young Gellert Grindelwald |             |
| 2019 | Six Days of Sistine                            | Jean-Baptiste             |             |

### Truyền hình
| Năm       | Phim            | Vai diễn              | Chú thích     |  |
| 2009      | The Prisoner    | 11–12                 | 6 tập         |  |
| 2011      | Camelot         | King Arthur           | 10 tập        |  |
| 2016–2020 | Thomas & Friend | Skiff                 | English voice |  |
| 2017      | Will            | Christopher Marlowe   | 10 episodes   |  |
| 2022      | Stranger Things | Vecna/001/Henry Creel | TBD           |  |

### Sân khẩu
| Năm  | Tác phẩm             | Vai diễn | Chú thích |
| ---- | -------------------- | -------- | --------- |
| 2015 | Bend It Like Beckham | Joe      | West End  |

## Giải thưởng và hạng mục đề cử
| Năm  | Giải thưởng           | Hạng mục                         | Vai                                   | Kết quả   |
| ---- | --------------------- | -------------------------------- | ------------------------------------- | --------- |
| 2011 | National Movie Awards | One to Watch: Brits Going Global | Himself                               | Đoạt giải |
| 2014 | Teen Choice Awards    | Choice Movie Actor: Action       | The Mortal Instruments: City of Bones | Đề cử     |

## Liên kết
- Jamie Campbell Bower trên IMDb